# Baseball5 アジアカップ
Baseball5 アジアカップはWBSCアジアによって開催されるアジアのBaseball5の国際大会である。
上位3チームが次回のbaseball5ワールドカップへの出場権を獲得する。

## 歴史
第一回大会は2020年が予定されていたが、新型コロナウイルスの世界的な流行によって延期され2022年となった。
第一回大会はマレーシアのクアラルンプールで行われ、初代王者はチャイニーズ・タイペイとなった。
第二回大会は韓国のソウルにあるオリンピックパークにて行われた。　　　　　　　　　　　　　　　　　　　　　　　　　　　　

## 大会記録
| 回 | 開催年 | 開催地           | 優勝                 | 準優勝                 | 3位            | 4位      | 5位        | 6位          | 7位          | 8位        | 9位        |
| -- | ------ | ---------------- | -------------------- | ---------------------- | -------------- | -------- | ---------- | ------------ | ------------ | ---------- | ---------- |
| 1  | 2022年 | クアラルンプール | チャイニーズタイペイ | 日本                   | 大韓民国       | 香港     | マレーシア | シンガポール | タイ         | フィリピン | パキスタン |
| 2  | 2024年 | ソウル           | 日本                 | チャイニーズ・タイペイ | 中華人民共和国 | 大韓民国 | タイ       | マレーシア   | シンガポール | 香港       | ー         |

## 公式
WBSCアジア（英語）